# Ammar Hamsan
Ammar Hamsan (5 novembre 1994) è un calciatore yemenita, difensore del Qatar SC e della nazionale yemenita.

## Carriera

### Club
Ha giocato nel campionato yemenita e qatariota.

### Nazionale
Ha esordito in nazionale nel 2015 e preso parte alla Coppa d'Asia 2019.